# Ludwig Rosenfelder
Karl Ludwig Rosenfelder, né le 18 juillet 1813 à Breslau et mort le 18 avril 1881 à Königsberg, est un peintre d'histoire. 

## Biographie
Ludwig Rosenfelder naît le 18 juillet 1813 à Breslau.
Ses parents souhaitent qu'il apprenne le métier d'horloger, mais il fréquente ensuite l'Académie prussienne des arts à Berlin de 1832 à 1836 et est l'élève de Wilhelm Hensel et de Wilhelm Ternite (de). Après l'achat par la ville de Dantzig d'un Narcisse regardant son reflet dans l'eau et d'un Rienzi dans la prison d'Avignon, il est chargé par la Société des arts de Dantzig de peindre La libération du réformateur de Dantzig, Pancratius Klein, des mains des évêques. Après l'exposition de ce tableau, l'Académie des arts l'accepte comme membre à part entière. En 1841, l'Association des artistes de Berlin est fondée dans son atelier. En 1845, il devient le directeur fondateur de l'Académie des arts de Königsberg. Il occupe ce poste jusqu'en 1874.
Il peint de nombreux tableaux religieux et historiques sur des personnages tels que Joachim II Hector de Brandebourg et Ferdinand Alvare de Tolède, duc d'Albe, sur les thèmes de la Forteresse teutonique de Marienbourg, de l'Ordre teutonique et, sous forme de peintures murales stéréochromes dans l'auditorium de l'université de Königsberg, de la théologie et de la médecine.
Ludwig Rosenfelder meurt le 18 avril 1881 à Königsberg.

## Honneurs
- Doctorat honoris causa de l'Université de Königsberg

## Œuvres
- Narcisse
- Rienzi dans la prison d'Avignon

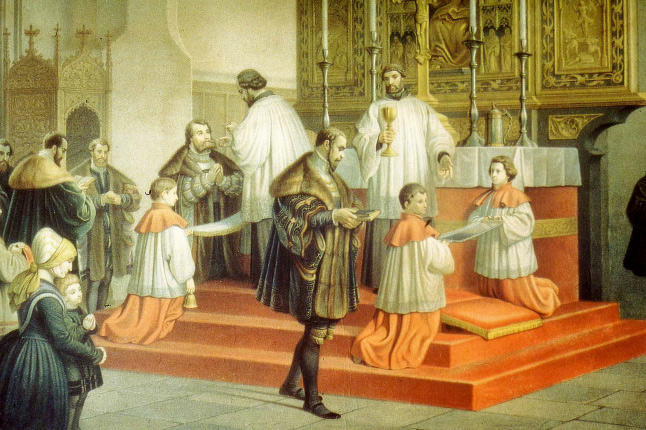
Albrecht, prince d'Ansbach de la lignée franque des Hohenzollern et, à partir de 1511, dernier grand maître de l'ordre teutonique en Prusse.

- Le prince électeur Joachim II au banquet d'Alba
- Prise de possession de l'Ordensburg Marienburg par l'Ordre Teutonique
- Prier devant le cercueil d'Henri IV. (Musée historique du Palatinat, Speyer, n° d'inventaire  HMP_2006_032)
- L'électrice Elisabeth de Brandebourg surprise à la Cène
- Le Christ en croix entre Marie et Jean (Église de Rastenburg)

## Illustrations
- In: Album deutscher Dichter. Mit 36 Original-Zeichnungen deutscher Künstler, als: A. v. Schroeter, J. B. Sonderland, Theod. Hosemann, A. Menzel, v. Kloeber, F. Holbein, Rosenfelder u. a. m. Berlin: Hofmann, 1848. – lire en ligne der Bibliothèque universitaire et d'État de Düsseldorf